# Unión Nacional Flamenca
La Unión Nacional Flamenca (idioma flamenco: Vlaamsch Nationaal Verbond, VNV) fue un partido político nacionalista flamenco de Bélgica, fundado por Staf de Clercq el 8 de octubre de 1933. De Clercq se hacía llamar den Leider ("El líder").

## Historia

### Creación
El VNV se vinculaba a la idea de unir en un único movimiento los muchos partidos flamencos que existían a finales de los años veinte en Bélgica; un objetivo alcanzado finalmente con la creación de este partido, tras lo que se comenzó a propugnar la creación de un estado pan-neerlandés, que se denominaría Dietsland, y que incluiría tanto Flandes como el Reino de los Países Bajos (Holanda). Su eslogan era Authoridad, disciplina y Dietsland. 
El nuevo partido se hizo cada vez más autoritario en doctrina, y rápidamente se convirtió en un movimiento fascista, a pesar de incluir un amplio grupo de elementos demócratas.

### Colaboracionismo

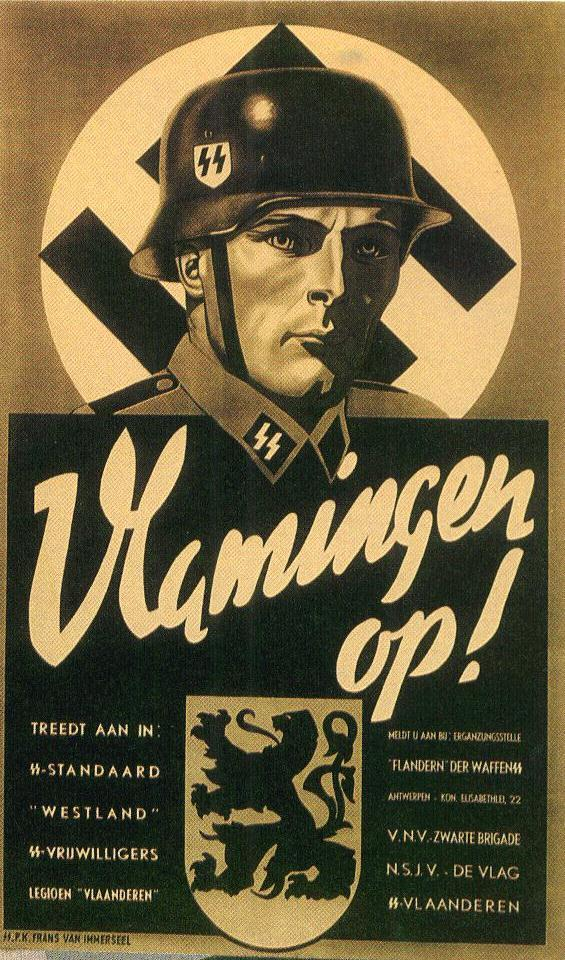
Cartel propagandístico en flamenco animando a alistarse a las Waffen-SS.

Cuando la Alemania nazi invadió Bélgica en 1940, de Clercq immediatamente se puso a su lado, en contra de sus declaraciones previas contra el colaboracionismo en una situación semejante. Adolf Hitler eligió no instalar un gobierno civil como en el caso holandés, sino un gobierno militar encabezado por Alexander von Falkenhausen, de la Wehrmacht. Esto desplazaba al VNV del centro de las decisiones, forzándole a intensificar su colaboracionismo si quería ganar influencia. Hitler y el líder de las SS Heinrich Himmler se beneficiaron de la situación, incrementando la competencia entre varios grupos al fundar algunos mucho más extremistas en su colaboración, como la 6th SS Volunteer Sturmbrigade Langemarck y DeVlag, la Comunidad de Trabajadores Germano-Flamencos.
De Clercq murió de repente en octubre de 1942, y fue sucedido por Hendrik Elias, de tendencia más moderada. Elias continuó la colaboración, pero intentó llegar a acuerdos con el gobierno militar con el fin de impedir la instauración de un gobierno civil, que estaría dominado por los nazis. Elias fracasó, al instaurar Hitler ese nuevo gobierno y declarar la anexión de la región flamenca a Alemania en 1944; siete semanas más tarde se había producido la liberación de Bélgica por los aliados. El VNV fue ilegalizado tras la guerra y Elias fue encarcelado.

## Elecciones legislativas
|  | 7,06 % |

|  | 8,40 % |